# Antoni Józef Żmuda
Antoni Józef Żmuda (ur. 15 maja 1889 w Lidwinowie, zm. 15 grudnia 1916 w Medgyes) – polski botanik-fizjograf.
Po zdaniu 24 czerwca 1907 egzaminu dojrzałości w CK Gimnazjum w Podgórzu rozpoczął studia na Uniwersytecie Jagiellońskim. Na drugim roku studiów zgłosił się jako wolontariusz w Muzeum Przyrodniczym Komisji Fizjograficznej Akademii Umiejętności, gdzie pod 
okiem Władysława Kulczyńskiego zajmował się porządkowaniem zbiorów. W 1909 roku uzyskał tam stypendium dla ubogich studentów, które pobierał do 1911 roku. Pismem z dnia 28 grudnia 1910 zostaje mianowany asystentem przy katedrze botaniki Uniwersytetu Jagiellońskiego. Od pierwszych lat studiów prowadził badania roślin kwiatowych i mchów w okolicach Krakowa. Po ukończeniu studiów w badał mchy, grzyby pasożytnicze i rośliny wyższe. Prace przez niego opublikowane dotyczyły fizjografii, oraz jest autorem zbiorów mszaków Bryotheca Polonica. Wiosną 1912 został asystentem profesora Mariana Raciborskiego. 
Zajmował się badaniami flory jaskiniowej. Badaniami objął 12 jaskiń tatrzańskich (z których 2 znajdują się obecnie po stronie słowackiej). W wydanej w 1915 roku rozprawie pt. O roślinności jaskiń tatrzańskich opisał 80 gatunków roślin kwiatowych, 4 gatunki paproci, 116 gatunków mchów, 4 gatunki wątrobowców i 3 gatunki porostów. Opublikowana w 1915 rozprawa Fossile Flora des Krakauer Diluviums stała się pozycją klasyczną, na której oparł się dalszy rozwój paleobotaniki plejstocenu w Polsce. Rozprawa została zaliczona do najwybitniejszych dysertacji doktorskich, na podstawie której 20 stycznia 1916 jej autor otrzymał tytuł doktora filozofii.
Od 6 sierpnia 1915 pełnił służbę w pułku stacjonującym w Nowym Sączu, a wolny czas poświęcał na obserwacje nad roślinnością nadbrzeżną okolicznych potoków: Kamienicy, Łubinki oraz Dunajca. W dniach 20–28 sierpnia przebywał w szkole oficerskiej w Opawie, 5 września wrócił do Krakowa. Dzięki Instytutowi profesora Odona Bujwida, przyjęcie do służby bakteriologicznej obroniło jego i innych przyrodników od służby frontowej w armii austriackiej, ale od wiosny 1916 pełnił już służbę w polowym laboratorium bakteriologicznym na froncie siedmiogrodzkim. W ostatniej kartce do żony z datą 14 grudnia pisze: „U mnie nic nowego. Jestem już spakowany. Święta spędzę zdaje się już nie tu.” Kilkanaście godzin później, być może w związku z przenosinami laboratorium, ulega nieszczęśliwemu, śmiertelnemu wypadkowi w Medgyes. Jako przyczynę zgonu podano zatrzymanie akcji serca na skutek kauteryzacji tkanek kwasem karbolowym. 17 grudnia został pochowany na miejscowym cmentarzu wojskowym, po 4 miesiącach dokonano ekshumacji i przywieziono zaplombowaną metalową trumnę do Krakowa, gdzie 21 kwietnia spoczęła na cmentarzu Rakowickim (pas 33b, rząd płd, grób 22). 26 kwietnia 1917 został odznaczony pośmiertnie Krzyżem Kawalerskim orderu Franciszka Józefa z odznaką wojenną.
Na jego cześć nazwano gatunek przywrotnik Żmudy (Alchemilla zmudae Pawł.), endemit tatrzański.